# Кахк
Кахк (перс. کاخْک, також романізовано як Kākhk і Kākhak; також відомий як Kākh) — місто та столиця округу Кахк в окрузі Гонабад провінції Разаві Хорасан, Іран. За даними перепису 2006 року, його населення становило 4015 осіб, що проживали у складі 1252 сімей.

## Географічне положення
Кахк знаходиться в Гонабадському районі, його географічне розташування наступне: це місто відноситься до степового клімату з середньою широтою на висоті 1483,26 метрів над рівнем моря. Річна температура в регіоні становить 17,42 градуса за Цельсієм і на 1,01% нижче середньої температури Ірану. У Кахку зазвичай випадає близько 26,86 мм опадів і 51,34 дощових днів на рік.